# Aiguille du Fou
L'Aiguille du Fou (3.501 m s.l.m.) è una montagna delle Aiguilles de Chamonix che si trova in Alta Savoia.

## Caratteristiche

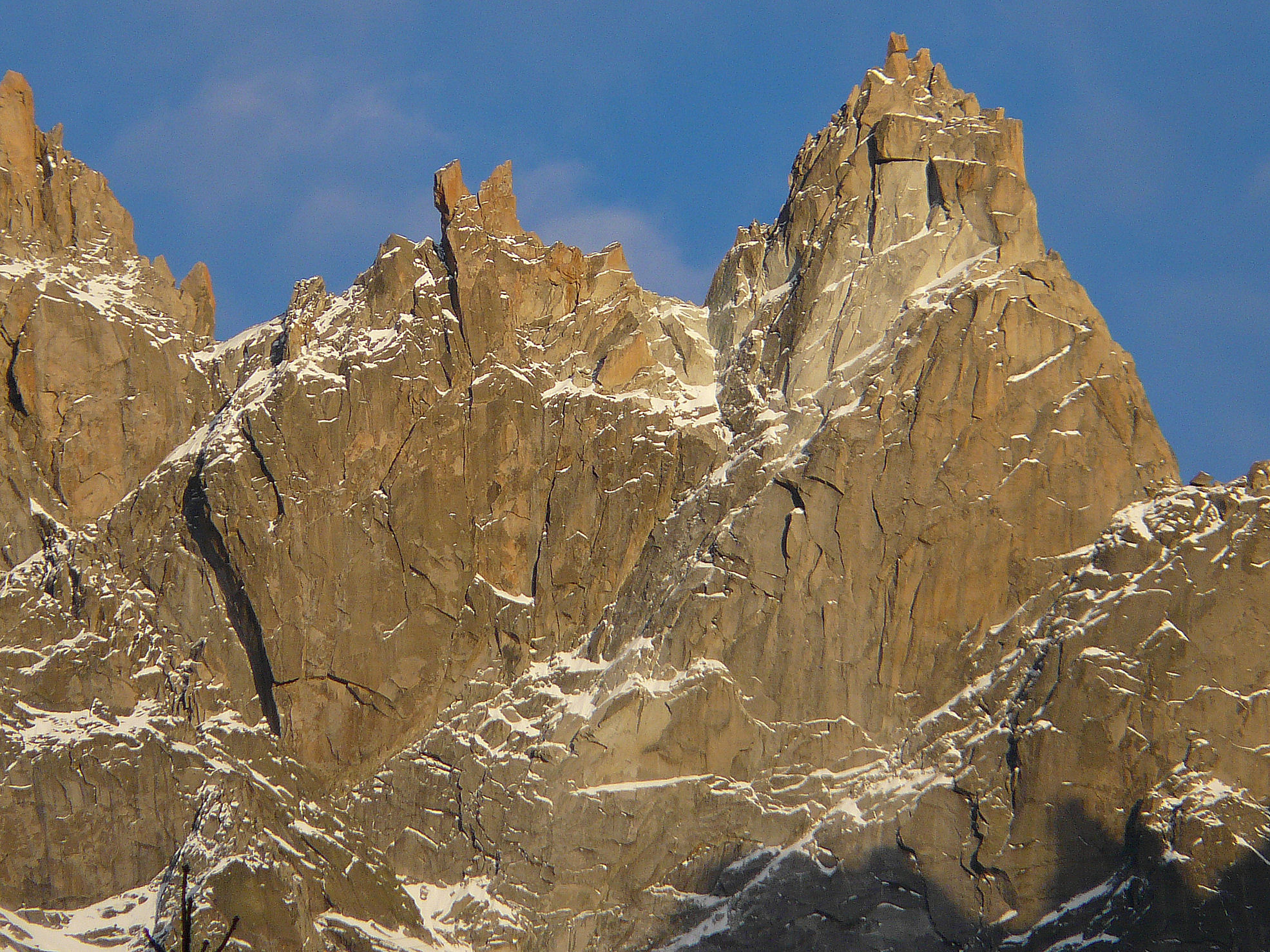
l'Aiguille des Ciseaux (a sinistra) e l'Aiguille du Fou (a destra) nel loro versante ovest.

Si trova sulla cresta principale delle Aiguilles de Chamonix a sud della Aiguille de Blaitière e tra l'Aiguille des Ciseaux (a nord) e la Pointe de Lépiney (a sud).

## Ascensioni

### Prima ascensione
La prima ascensione fu compiuta da Émile Fontaine con la guida Joseph Ravanel il 16 luglio 1901. Essi salirono il blocco sommitale grazie ad un lancio di corda.

### Concatenamenti
- Via Americana all'Aiguille du Fou e Diretta Americana al Petit Dru - 14 agosto 1981 - Concatenamento realizzato da Jean-Marc Boivin e Patrick Berhault con trasferimento in deltaplano.[1]

## Vie alpinistiche

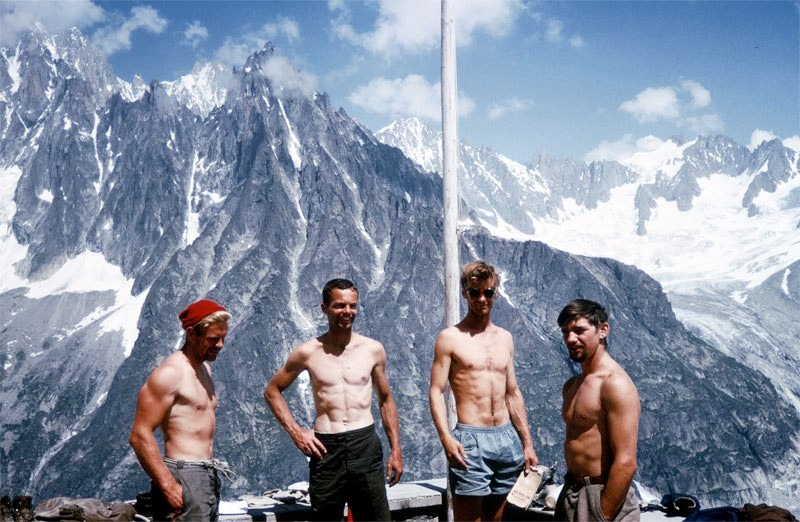
Gli apritori della Via americana, da sinistra: John Harlin, Tom Frost, Gary Hemming e Stewart Fulton al Rifugio de l'Envers des Aiguilles nel 1963.

### Via normale
La via normale segue l'itinerario dei primi salitori, ossia la traversata Blaitière-Ciseaux-Fou, valutata di grado di difficoltà AD+.

### Parete sud
- Cresta sud-ovest - agosto 1933 - Prima salita di Pierre Allain e Robert Latour, 135 m/TD-.[3]
- Voie des Genevois - 18 luglio 1937 - Prima salita di René Aubert, René Dittert, Marcel Grütter e Francis Marullaz, 500 m II/D.[4]
- Classica americana - 17 e 25-26 luglio 1963 - Prima salita di Tom Frost, Stewart Fulton, John Harlin e Gary Hemming, 300 m/ABO, 7c max, 6a obbl.[5][6]
  - 27 luglio 1983 - Prima salita in libera di Eric Escoffier e P. Mailly.[7]
- Les ailes dù desir - 1988 - Prima salita di P. Grenier e P. Colas, 300 m/ABO, 7c max, 6b+ obbl.
  - 1991 - Prima salita in libera di Eric Escoffier e Alain Ghersen